# Простір свободи
Рух доброво́льців «Про́стір свобо́ди» — український громадянський рух, що, за словами його членів, покликаний об'єднати зусилля людей, які прагнуть жити у вільному, гуманному й справедливому суспільстві й погоджуються творити це суспільство власними безкорисними діями.

## Принципи руху
1. Безкорисливість — працювати не за гроші й не з інших егоїстичних мотивів, а з власної доброї волі; жертвувати частину свого часу, сил і коштів на благо України та людства.
2. Єдність ідей та дій — починати вдосконалення світу з себе; власним прикладом утверджуємо принципи свободи, живу українську мову і самосвідомість, пріоритет духовного над матеріальним.
3. Незалежність — незалежність від політиків, партійних чи комерційних структур і об'єднування людей на основі їхніх світогляду, моральних принципів та практичних дій; не підлаштовуватись під суспільні настрої, а прагнути поширити власні переконання.

## Мета
Активісти «Простору свободи» задекларували такі цілі:
- розвиток ідеї свободи людини як найвищої суспільної цінності;
- збереження й розвиток національної ідентичності українського народу та розкриття його творчого потенціалу;
- утвердження пріоритету духовних цінностей над матеріальними.

## Структура

### Територіальна структура
Вступ до «Простору свободи» здійснюється на всеукраїнському рівні.
Основна ланка — осередок не менш як з трьох осіб, що діє в межах міста або району.
Найвищим органом осередку є його загальні збори. Якщо чисельність осередку становить 12 і більше осіб, збори також обирають раду.
У «Просторі свободи» лише два організаційних рівні – місцевий і всеукраїнський. На обох рівнях найвищі координувальні органи формуються не через делегування, а через пряму участь членів у загальних зборах.

### Колегії
В організації діють колегії — об'єднання членів за головними напрямками їх діяльності. Кожна колегія готує пропозиції для діяльності у сфері, в якій працює ця колегія. Кожен член організації бере участь в роботі від однієї до трьох колегій. Станом на січень 2015 року у «Просторі свободи» діє 4 колегії – організаційна, інформаційна, фінансово-правова і мистецька.
Керівництво в організації колегіальне. Головування на всеукраїнському рівні почергово здійснюють члени Малого Кола, а на місцевому – всі або визначені осередком члени почергово.
На Всеукраїнському рівні керівні органи — Загальні Збори членів (не рідше ніж раз на два роки), Велике Коло (раз на кілька місяців, представники областей і колегій та члени Малого Кола), Мале Коло (обирається Зборами і здійснює поточне керівництво).

### Всеукраїнські органи

#### Всеукраїнські збори
У Всеукраїнських Зборах мають право брати участь усі члени організації. Установчі Всеукраїнські Збори відбулися 25 березня 2007 року в Києві. У них узяли участь понад 30 людей з Києва, Криму, Волинської, Київської, Луганської, Полтавської, Рівненської, Харківської, Черкаської та Чернігівської областей. Збори визначили основні цілі і принципи діяльності Руху добровольців, ухвалили Програмну декларацію. Наступні Всеукраїнські Збори відбувалися у Києві у грудні 2007, жовтні 2008, 2009, 2010, 2011, 2012, 2013, березні та листопаді 2014 рр. 

#### Велике коло
За підсумками Всеукраїнських Зборів формується Велике Коло, до складу якого входять члени Малого кола, координатори колегій та голови осередків. 

#### Мале коло
Мале коло — постійно діючий координуючий орган руху. Десяті Всеукраїнські Збори 23 листопада 2014 року обрали Мале Коло у складі 5 осіб: Зоя Красовська (Дніпро), Марта Руда (Київ), Сергій Стуканов (Донецьк-Львів), Сергій Кирій (Харків) і Тарас Шамайда (Київ).

## Проєкти, громадські акції та кампанії
- Метрополія свідомого життя.
- Літературно-мистецький фестиваль.
- Персоналізація голосувань у місцевих радах.
- Український мовний простір (зокрема участь у кампаніях «Займіться ділом, а не язиком!» та «Помста за розкол країни»).
- Наші діти.
- Становище української мови.
- Зробимо Україну чистою!
- Стань донором — врятуй життя дитини.
- Щеплення: свобода вибору[2].
- Чиста енергетика.
- Проща до Тараса.
- Український Крим.
- Моніторинг кінотеатрів.
- Майбутнє без куріння.